# ラスト・モーメント
『ラスト・モーメント』（原題: The Last Moment）は、1928年のアメリカ合衆国の映画。
一人の男が溺れるまでの出来事を、字幕なしで表現した実験作として封切り時には高く評価された。
フィルムは現存していない
。

## キャスト
- オットー・マティーゼン
- ジョージア・ヘイル
- アニエルカ・エルター
- Juluis Molnar Jr.
- ルシル・ラ・ヴァーン
- ヴィヴィアン・ウィンストン
- イサベル・ラモア